# Стећци Велика Гребеница
Стећци Велика Гребеница или Зборна Гомила представљају скуп од четири групе стећака смјештених на неколико локалитета у ширем подручју Гатачког поља, у општини Гацко.

## Опис некропола
У ареолу Велике Гребенице налазе се четири посебно одвојене групе стећака (мраморова):
- мраморје на западној страни - Ђилас дола, према Нерадовицама;
- мраморје на превоју (кланцу) према Великом пољу и Диздарицама;
- мраморје поред Влашког пута на Дерњаку; и
- мраморје на Великом гробљу.

Некропола Велико гробље припада влашким катунарима Плискама, као породично гробље, док се за остала три не може одредити тачна припадност и вријеме њиховог настанка. Постоје мишљења према којима се ове некрополе везују за предио Стипана као што је то уредио Виго, те она која некрополе везују за становништво Нерадовице, Пустог поља и уопште Гатачког поља, као што је то описала Маријана Вензел.
Три некрополе су у троуглу на травнатом терену некадашњег пута дубровачких каравана, тзв. Дубровачком, касније названом Влашком путу и на природном прелазу из горњег дијела Великог поља у (села) Нерадовице и Пусто Поље, док је четврта супротно од њих према Нерадовицама. На овом локалитету професор Ј. Азбот је пронашао сљеменик (стећак) с рељефом коњаника у колони и овако описао тај детаљ:
Три коњаника јашу налијево држећи једном руком узде својих коња, док су им друге повијене на боковима. На главама су им шљемови с челенкама. Такви су коњаници били на Урошевом стећку, како га је народ одавнина звао и везивао га за познату битку између Уроша I и Драгутина (Немањића) а која се водила 1276. године и на овом простору.

### Некропола Ђилас дола
Лoкалитет на западној страни Ђилас дола је с десну страну пута Зборна Гомила — Пусто Поље, на травнатој заравни. На источној страни главичице је илирски тумул, а на западној четири стећка — сандука, пет плоча и више гробница. Један сандук је обрађен и без натписа. Украсни мотиви су аркаде.

### Некропола Велико поље
На превоју (кланцу) из Пустог Поља у Велико поље, око 170 метара сјеверно од поменуте некрополе, налази се друга са пет сандука од којих је један украшен. У некрополи је до 60тих година XX вијека био један сљемењак који је заузимао централно мјесто и од давнина међу локалним становништвом познат као Урошев споменик. Одвезен је с Вигњевим спомеником у Сарајево 1963. године. Плоча (лат. plancem lapideam) на којој се налазио и сада је in site. На сљеменику је био рељеф: Урошеви коњаници у походу против Драгутинове војске, које је још у XIX вијеку детаљно описао Азбот.

### Некропола Дерњак
Поред Влашког пута на сјевероисточним падинама према пољу на травнатој главици је некропола на локалитету Дерњак. Постоје мишљења да је локалитет добио име по туској ријечи дернек, што значи састанак. На овом локалитету се налази неколико саркофага и других споменика. Ту је некад било доста стећака, али су одвезени (у музеје) или су изразбијани.
Перо Слијепчевић је 1928. године записао:
На уској страни једног високог саркофага на Дерњаку седи горе у ластавици жена; Испод ње два витеза на коњима деле мегдан мачевима, а међу њима једна жена држи оба коња за узде, као да мири. Испод тога ловац пешак убија копљем медведа. На широкој пак страни имамо кавалкаду: витез јаше с копљем на рамену и води празна оседлана коња у поводу, а за њим још један витез без копља. Изнад свега, као да је била фриза од неке животиње. На другој гробници имамо коло, под фрифом детелине.
Међутим, Вензелова је у својим анализама поменутих стећака готово сигурна да је фриз изнад два коњаника од пет птица, вјероватно соколова.
Високи сљеменик (назван и саркофаг) се налази у врту Земаљског музеја у Сарајеву. Све представе (рељеф) на њему су довољно јасне, а опис саркофага који је дала Маријана Вензел скоро је индентичан оном који је пре ње урадио Слијепчевић.

### Некропола Велико гробље
Сјеверозападно од Дерњака око 300 метара је некропола Велико гробље, иначе породично гробље Плишчића. Некропола има 19 стећака (9 плоча, 5 сандука и 5 сљеменика).
Хроничари су забиљежили да је ту било више лијепих стећака, али су временом изразбијани и развучени. Од једне тумбе, назване звечак, направљени су довратници за цркву у Самобору.
Четири велика саркофага (сљеменика) доминирају некрополом. На западном крају некрополе је оборен и усамљен велики сљеменик (185х205х110cm). Доњи дио који је био у земљи је нов и види се како је длијетима обрађиван. Како се налази неких десет метара изван некрополе и не налази се на плочи, претпоставити је да је остао недорађен у неком несигурном времену.
Сљеменик кнеза Вукосава Плишчића заузима централно мјесто у сјеверном дијелу некрополе и постављен је по православном обичају сјевероисток—југозапад. Споменик се налази на плочи димензија 244х166х40cm висине 165cm, дужине 195cm у дну широк 85cm а под врхом 95cm. На уској страни према југозападу је натпис исписан српском ћирилицом из XIV и XV вијека. Текст је уклесан у пет редова и у транслитерацији гласи:
+ А СЕ ЛЕЖИ КNЕ/Nӡѣ ВγКОСАВ ПЛН/ШγНѪѣ ПИСА СРА/ЧИNҍ ВγКОСАВЛ/ИѪѣ
У транскрипцији се чита: „А се лежи кнез Вукосав Плишчић. Писа' Срачин Вукосавлић.”
Непосредно с лијеве стране сљеменика према сјеверу налазио се сљеменик Вигња Плишчића, кнежевог сина, који је пренесен у врт Земаљског музеја у Сарајеву, 1963. године. Вигњев сљеменик је дуг 163cm, висок 112cm и дебео 90cm, а на њему су урезане различите фигуралне представе и турнир лова.
Влашка некропола Плишчића је најзначајнији средњовјековни локалитет на простору општине Гацко.